# Rymningen från Furuviksparken

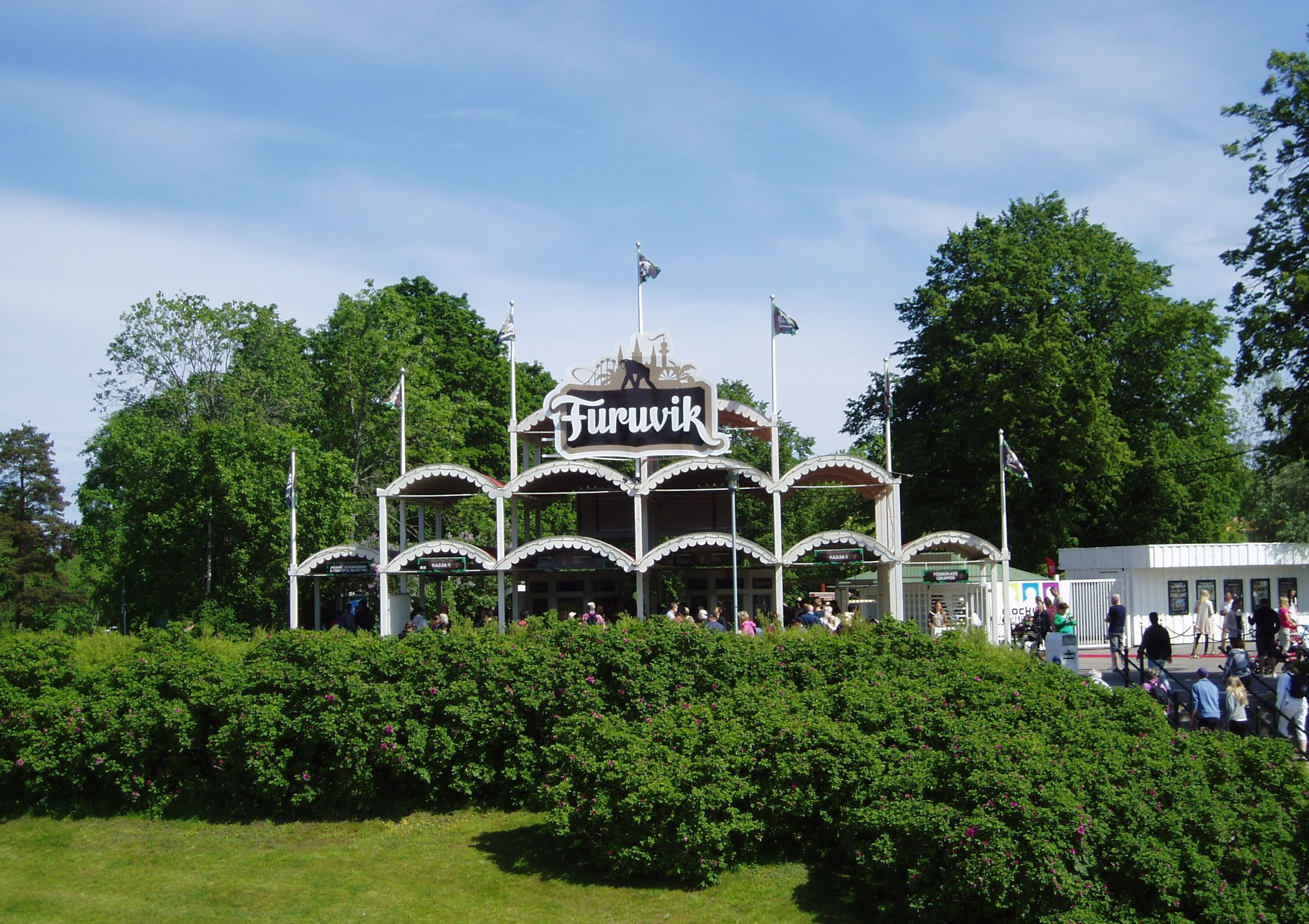
Furuviksparkens entré

Rymningen från Furuviksparken var en incident den 14 december 2022 där fem schimpanser rymde från sitt hägn i Furuviksparken utanför Gävle. Rymningen ledde till att fyra av schimpanserna avlivades och en skottskadades.

## Bakgrund
Furuviksparken är en privat djur- och nöjespark i Furuvik utanför Gävle. I parken finns bland annat schimpanser, organgutanger med mera.
Flera schimpanser i Furuviksparken har uppmärksammats i media och beskrivs som "kändisar". Schimpansen Santino har målat tavlor och när kronprinsessan Victoria fyllde 25 år skänkte hon 100 000 kronor till ett schimpansvälgörenhetsprojekt och fick en målning av Santino som tack. Santino har även intresserat forskare med sin planeringsförmåga då han samlat ihop stenar för att vid senare tillfälle kunna kasta dem på besökare under 2012. Treårige schimpansungen Torsten var den första schimpansen som på 25 år fötts i Furuviksparken. Den 19-åriga schimpansen Manda var med i barnprogrammet Bolibompa, och kom till Furuviksparken när hon var fyra månader efter att hennes mamma dött i Kolmårdens djurpark.
I april 2018 fick djurparken kritik för sitt säkerhetsarbete efter att en djurvårdare fick en del av sitt långfinger avbitet av en schimpans.

## Rymningen
Den 14 december 2022 vid lunchtid rymde fem schimpanser från sitt hägn och vidare ut från schimpanshuset. Kort efter rymningen larmades polis och räddningstjänst till platsen för att assistera med att samla in aporna. När rymningen uppmärksammats placerades skyttar utanför schimpanshuset som höll uppsikt om ytterligare någon skulle ta sig ut. Först rymde tre apor från sitt hägn och tog sig ut från schimpanshuset till parkområdet. Sju beväpnade anställda körde runt i parken och letade efter schimpanserna. När de tre första redan var utanför schimpanshuset rymde ytterligare två schimpanser, varav en sköts ihjäl direkt och den andra senare återvände självmant tillbaka till schimpanshuset. De beväpnade anställda hittade två av schimpanserna inne i djurparken och sköt ihjäl båda två. Senare hittades en annan schimpans som också sköts ihjäl. Parken valde att avliva aporna istället för att försöka söva ner dem då det inte fanns tillräckligt med sömnmedel för att bedöva allihop.
Hur rymningen skett är oklart men spår i snön visar att en eller flera schimpanser först tog sig ut från hägnet och sedan vidare ut i parken genom en dörr till aphuset.

## Schimpanserna

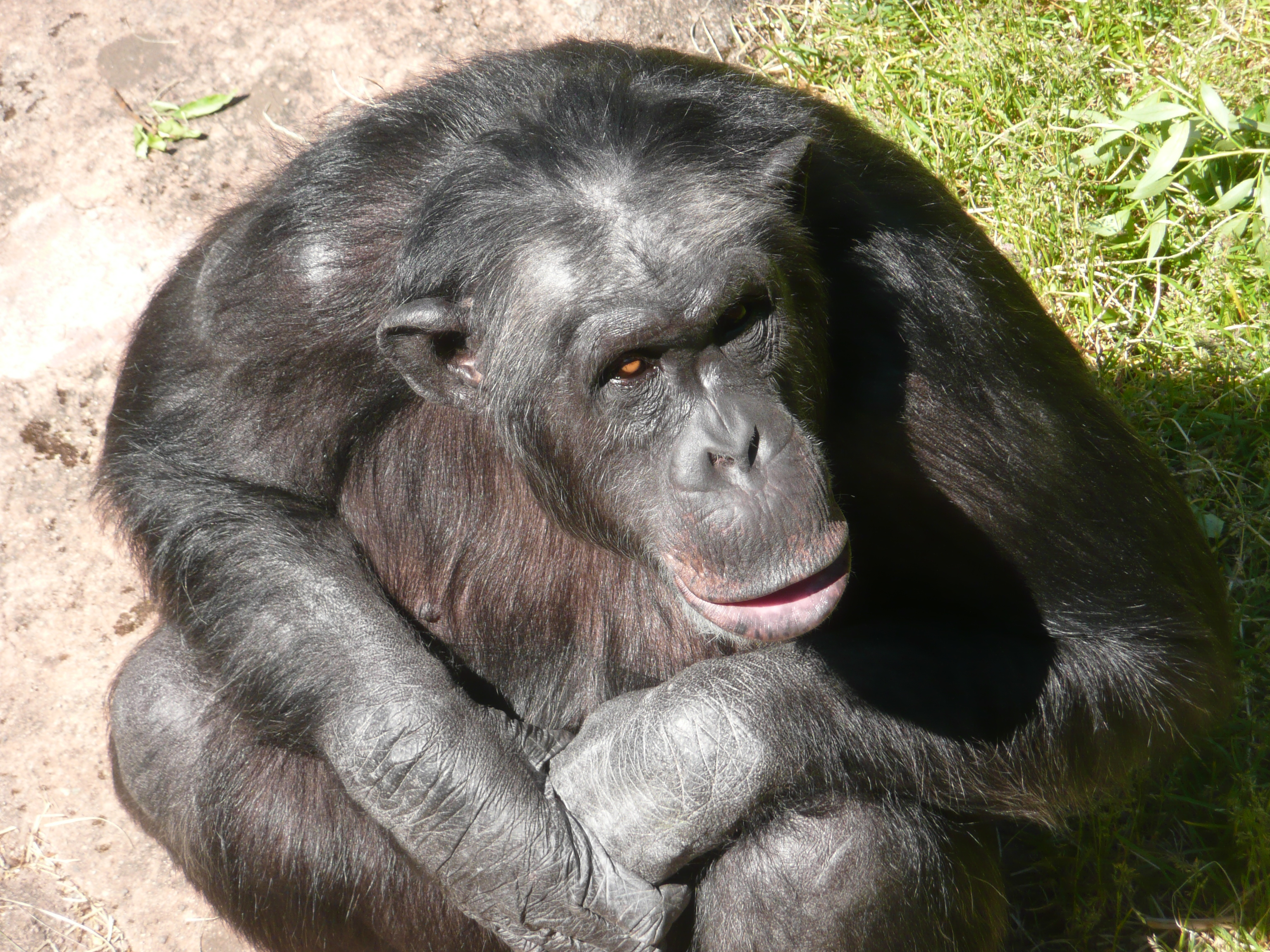
Schimpansen Santino i juni 2012

42-åriga schimpansen Linda och 3-åriga Torsten bekräftades vara två av de fyra avlivade schimpanserna, båda två sköts ute i parken. Även den 44-åriga Santino, och den 19-åriga Manda har bekräftats avlivade. Schimpansen Selma blev allvarligt skadad men överlevde. Kvar i schimpanshuset, och i Furuviksparken, är tre schimpanser: Tjobbe, Maria Magdalena och Selma.

## Reaktioner
Rymningen uppmärksammades över hela världen av internationella medier. Brittiska tidningen The Guardian skrev följande om händelsen: ”Tre schimpanser skjutna till döds efter flykt från svenskt zoo”. Även australienska ABC News skrev om händelsen, liksom amerikanska The Washington Post. Dessutom har brittiska BBC skrivit om den ilska som uppstått följande beslutet att avliva flera schimpanser.

## Efterföljder
Efter rymningen startade polisen en utredning om det kan röra sig om brott. Polisen har upprättat en anmälan om misstänkt djurskyddsbrott för att Furuviksparken inte har haft tillräckligt rymningssäkra hägn. dock lades utredningen ner efter en kort period då inget brott kunde styrkas. 
En öppen gallerdörr låg enligt parkens egen utredning bakom rymningen. 